# 電気風呂
電気風呂（でんきぶろ、Denkiburo, Electric bath, Pulse bath）とは、浴槽の湯に、身体に害が無い程度の電流を流すものをさす。構造は、電源装置から電極板へ配線したものとなっている。
日本では主に銭湯に設置されており、関西において盛んに普及している。

## 歴史
起源については大別して、アメリカ合衆国発祥説と欧州発祥説がある。前者によると、ジョン・ハーヴェイ・ケロッグが1876年にサナトリウムにおけるホリスティック療法の一環として考案している。ホリスティック療法は電気コイル治療、腸内洗浄、機械による乗馬療法、アークライトを利用した頭皮脱毛治療などケロッグが開発した様々な健康器具を利用するもので、その一つに電気風呂も実践されていた。実践されていた様々な健康器具や健康療法は書物などとして残されており、その珍妙な健康法やそれらに興じる人々の様子は実話を元にしたブラック・コメディ映画として、1994年に『ケロッグ博士（原題：The Road to Wellville）』（監督・脚本アラン・パーカー、主演アンソニー・ホプキンス）により映画化がされている。
後者について、電気風呂を愛好・研究している辻野憲一は、ケロッグ以前にイギリスやドイツの病院では電気療法があり、フランスにおいて電浴が行われていた記録があるとしている。

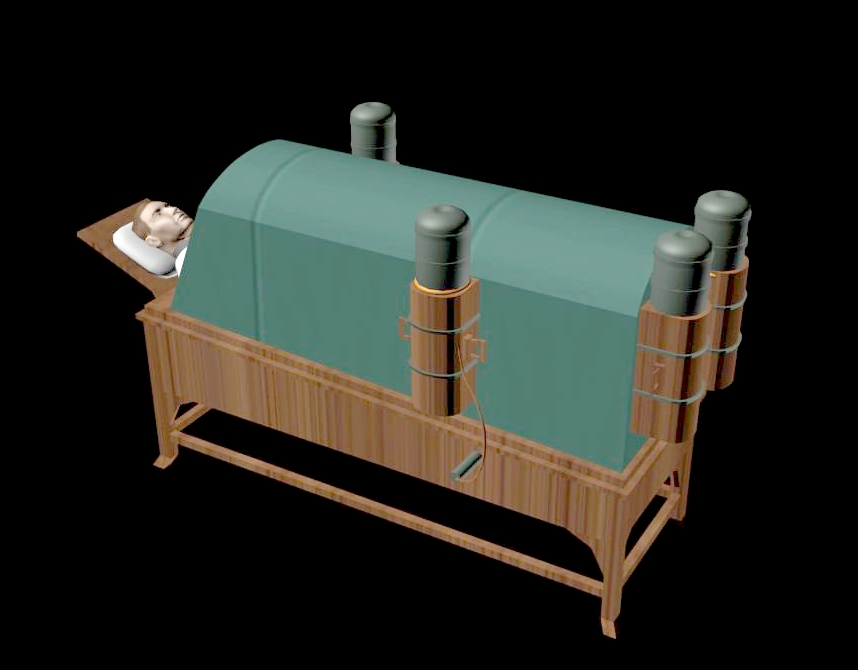
20世紀初頭の西洋式の Electric bath（電気式スチームバス）

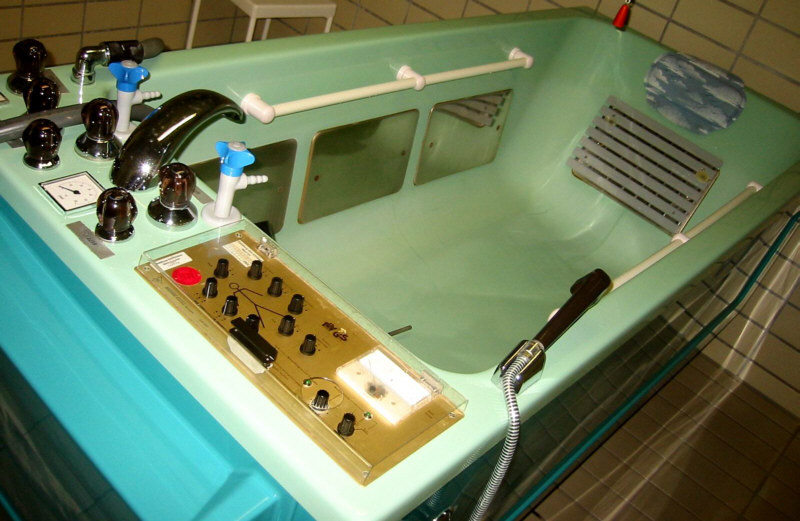
Galvanic bath (Stangerbad)。電気風呂の装置が付いた医療用の風呂（ドイツ製）。向こうに入浴者の頭部を配置し、右側面に3つの電極板が並ぶ。

日本では明治時代に医療用に電浴機器が輸入されていた。1922年（大正11年）兵庫県神戸市の風呂屋に「電気風呂」があったことが新聞記事で確認できる。政府の認可を得て最初に電気風呂を設置したのは、1933年（昭和8年）の船岡温泉（京都市）である。船岡温泉は元は料理旅館であったが、そこの大野伍一郎が病院の「低周波治療器」に着想を得て電気風呂を設置し、それに伴って、1933年（昭和8年）に「特殊舟岡温泉」と改称することを通産省に許可されている。
それ以前にも昭和初期には存在しており、作家の海野十三が1928年（昭和3年）に書いた『電気風呂の怪死事件』の作中においても電気風呂は登場している。
本格的に普及したのは第二次世界大戦後である。昭和30～40年代に団地、公営住宅などを含めて自宅に風呂を持つ家庭が増えて銭湯は経営的に打撃を受け、特色を出すために露天風呂やジェットバスなどとともに導入された。製造元は小西電機（大阪府東大阪市）、水野通信工業（愛知県名古屋市）と既に廃業している坂田電気工業所（大阪府大阪市）のものが多い。
21世紀初頭の公衆浴場などでは、露天風呂に電気風呂がついたり、炭酸泉に電気風呂をつけたりするなど、バリエーションが増えてきている。また、家庭向けの電気風呂もみられる。
2011年時点の電気風呂は、出力電圧を調整できるほか、様々な波形の電流を作ることができ、連続刺激を得る従来型以外にも、断続的にゆっくり揉まれるような感じの刺激や、断続的にトントン叩かれるような感じの刺激を再現することができると、製造会社は説明する。
一方、西洋でいう Electric bath は、電気で温めるサウナやスチームバスのことであり、これは古くは、客船のタイタニック号（1912年沈没）にも積み込まれ、利用されていた。さらに、医療向けにGalvanic bathという装置もある。

## 設置と安全
『大阪市公衆浴場指導要綱』では、“電気浴槽”の構造設備基準（必須設備）について、以下の通り定めている。
日本の製造メーカーが提示する「電気風呂入浴のコツ」は以下である。
また、心臓ペースメーカーを使用している者は、電気風呂を利用しないように医療機関が呼びかけられている。この他にも利用を避けるべき場合が幾つかある。
なお、2020年に推奨されている「3分以内， 1日 2，3回」を大幅に超える長時間の入浴を行っていた場合に、横紋筋融解症の発症例が報告されている。